# Call Call Call
Call Call Call es el segundo álbum de la cantante U;Nee lanzado en el año 2005.

## Recepción
Se trata de un álbum mucho más oscuro que su antecesor (1st. U;Nee Code) puesto que provocó varios escándalos debidos a las letras de las canciones (en especial Call Call Call).

## Críticas y escándalos
El álbum fue bien recibido en especial por el público masculino pues antes de la publicación de este la cantante se sometió a una cirugía de implantes mamarios. Sin embargo, varios críticos la catalogaron de vulgar debido al tema Call Call Call el cual causó gran revuelo.
También se puede notar un cambio drástico en la imagen de la cantante, siendo un estilo más "sexual" el que la caracterizaba y no su voz como ella lo esperaba.
Se dice que este fue el inicio de la depresión que la llevaría al suicidio.

## Sencillos
Call Call Call contó con dos singles. El primero fue la ya mencionada canción Call Call Call de la cual también se realizó un video.
El segundo sencillo fue "One" con el cual la cantante decidió entrar al mercado musical de Japón donde desafortunadamente no obtuvo el éxito esperado y fue apodada como la "Kumi Kōda coreana" debido al parecido en su imagen y su música. A pesar de esto, presentó el sencillo en varias discoteques famosas como Velfarre.

## Passion & Pure
A la par de Call Call Call se lanzó a la venta un álbum alternativo llamado Passion & Pure.
Este contiene mezclas de algunas de las canciones que vienen incluidas en Call Call Call, sin embargo y contrario a lo que se piensa, este no es ningún álbum oficial ni sustituye a Call Call Call.

## Lista de canciones
| Call Call Call | |          |  |
| N.º            | Título                                                                                             | Duración |  |
| 1.             | «One» (Single lanzado únicamente en Japón)                                                         | 3:50     |  |
| 2.             | «아버지 (Father)» (Incluida en Passion & Pure)                                                     | 4:05     |  |
| 3.             | «Call Call Call» (Incluida en Passion & Pure junto con un mix llamado "Call Call Call (Club Mix)") | 3:31     |  |
| 4.             | «전화해 (Telephoning)»                                                                             | 4:29     |  |
| 5.             | «여우 (Fox)» (Incluida en Passion & Pure remezclada y con el título "여우 (Club Mix)")             | 3:10     |  |
| 6.             | «유혹 (Temptation)»                                                                                | 3:32     |  |
| 7.             | «Don't Cry Again»                                                                                  | 3:02     |  |
| 8.             | «그날 이후 (Since That Day)» (Incluida en Passion & Pure)                                          | 4:10     |  |
| 9.             | «립스틱 (Lipstick)»                                                                                | 3:19     |  |
| 10.            | «초대 (Invite)» (Incluida en Passion & Pure)                                                       | 3:32     |  |
| 11.            | «I Want You» (Incluida en Passion & Pure)                                                          | 4:04     |  |
| 12.            | «Call Call Call (Ver. 2)» (Versión extendida de Call Call Call, la cual corresponde al video.)     | 4:54     |  |
| 44:18          | |          |  |

| Antecesor       | Álbumes Originales de U;Nee | Sucesor    |
| --------------- | --------------------------- | ---------- |
| 1st. U;Nee Code | Álbumes Originales de U;Nee | 3rd. Album |